# Cryncus notabilis
Cryncus notabilis är en insektsart som först beskrevs av Walker, F. 1869.  Cryncus notabilis ingår i släktet Cryncus och familjen syrsor. Inga underarter finns listade i Catalogue of Life.